# Martijn Colson
Martijn Colson (ur. 8 kwietnia 1994 w Lommel) – belgijski siatkarz, grający na pozycji środkowego, reprezentant Belgii.

## Sukcesy klubowe
Puchar Belgii:
- 2014[2], 2022[3]

Mistrzostwo Belgii:
- 2014[4], 2017
- 2015, 2018, 2019, 2021

Superpuchar Belgii:
- 2015, 2016

## Sukcesy reprezentacyjne
Mistrzostwa Europy Juniorów:
- 2012